# U-135 (tàu ngầm Đức) (1941)
U-135 là một tàu ngầm tấn công  Lớp Type VII thuộc phân lớp Type VIIC được Hải quân Đức Quốc Xã chế tạo trong Chiến tranh Thế giới thứ hai. Nhập biên chế năm 1941, nó đã thực hiện được tổng cộng bảy chuyến tuần tra, đánh chìm được ba tàu buôn tổng tải trọng 21.302 GRT, đồng thời gây hư hại cho một tàu buôn khác. Trong chuyến tuần tra cuối cùng trong Đại Tây Dương, U-135 bị các tàu corvette Anh HMS Migonette và Balsam, tàu sà lúp HMS Rochester cùng một thủy phi cơ PBY Catalina Hoa Kỳ đánh chìm về phía Đông quần đảo Canaria vào ngày 15 tháng 7, 1943.

## Thiết kế và chế tạo

### Thiết kế

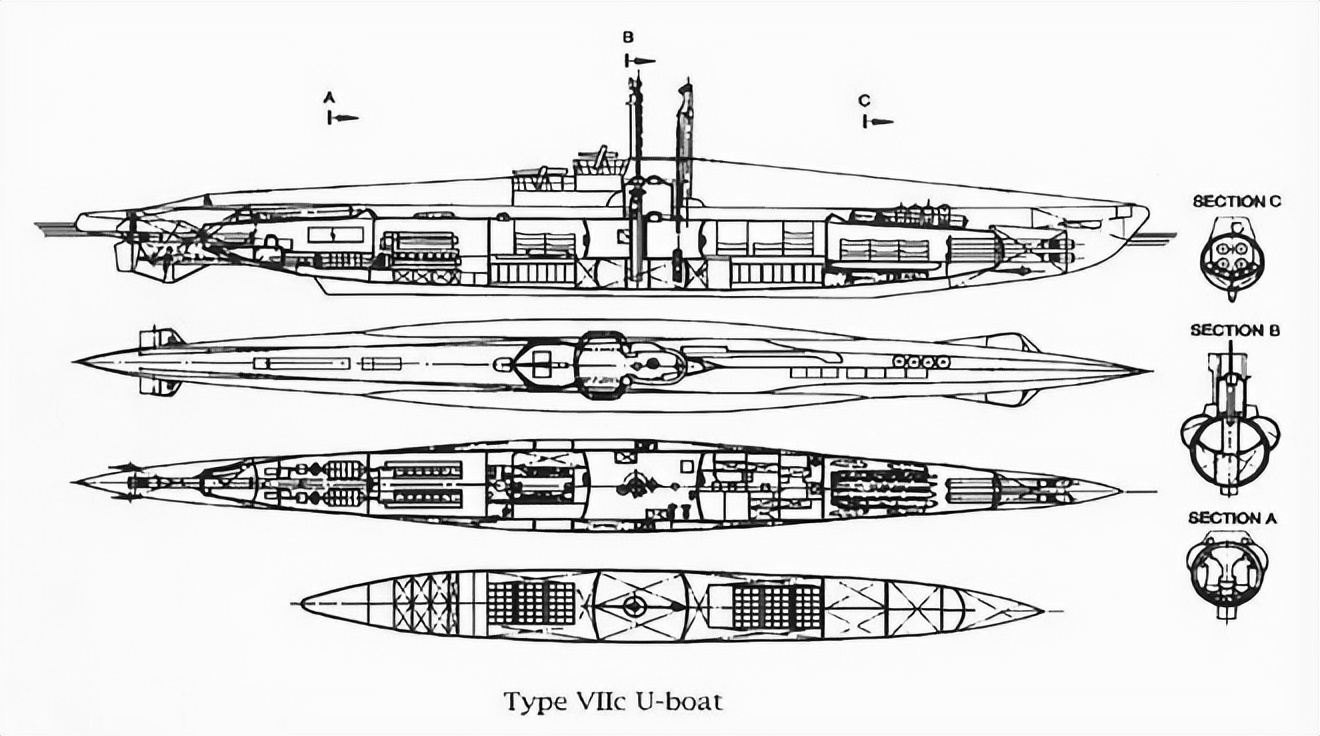
Sơ đồ các mặt cắt một tàu ngầm Type VIIC

Phân lớp VIIC của Tàu ngầm Type VII là một phiên bản VIIB được kéo dài thêm. Chúng có trọng lượng choán nước 769 t (757 tấn Anh) khi nổi và 871 t (857 tấn Anh) khi lặn). Con tàu có chiều dài chung 67,10 m (220 ft 2 in), lớp vỏ trong chịu áp lực dài 50,50 m (165 ft 8 in), mạn tàu rộng 6,20 m (20 ft 4 in), chiều cao 9,60 m (31 ft 6 in) và mớn nước 4,74 m (15 ft 7 in).
Chúng trang bị hai động cơ diesel MAN M 6 V 40/46 siêu tăng áp 6-xy lanh 4 thì, tổng công suất 2.800–3.200 PS (2.100–2.400 kW; 2.800–3.200 bhp), dẫn động hai trục chân vịt đường kính 1,23 m (4,0 ft), cho phép đạt tốc độ tối đa 17,7 kn (32,8 km/h), và tầm hoạt động tối đa 8.500 nmi (15.700 km) khi đi tốc độ đường trường 10 kn (19 km/h). Khi đi ngầm dưới nước, chúng sử dụng hai động cơ/máy phát điện Brown, Boveri & Cie GG UB 720/8 tổng công suất 750 PS (550 kW; 740 shp). Tốc độ tối đa khi lặn là 7,6 kn (14,1 km/h), và tầm hoạt động 80 nmi (150 km) ở tốc độ 4 kn (7,4 km/h). Con tàu có khả năng lặn sâu đến 230 m (750 ft).
Vũ khí trang bị có năm ống phóng ngư lôi 53,3 cm (21 in), bao gồm bốn ống trước mũi và một ống phía đuôi, và mang theo tổng cộng 14 quả ngư lôi, hoặc tối đa 22 quả thủy lôi TMA, hoặc 33 quả TMB. Tàu ngầm Type VIIC bố trí một hải pháo 8,8 cm SK C/35 cùng một pháo phòng không 2 cm (0,79 in) trên boong tàu. Thủy thủ đoàn bao gồm 4 sĩ quan và 40-56 thủy thủ.

### Chế tạo
U-135 được đặt hàng vào ngày 7 tháng 8, 1939, và được đặt lườn tại xưởng tàu của hãng Vegesacker Werft tại Bremen-Vegesack vào ngày 16 tháng 9, 1940. Nó được hạ thủy vào ngày 12 tháng 6, 1941, và nhập biên chế cùng Hải quân Đức Quốc Xã vào ngày 16 tháng 8, 1941 dưới quyền chỉ huy của Hạm trưởng, Trung úy Hải quân Friederich-Hermann Praetorius.

## Lịch sử hoạt động

### 1942

#### Chuyến tuần tra thứ nhất
U-132 khởi hành từ cảng Kiel vào ngày 24 tháng 12, 1941 cho chuyến tuần tra đầu tiên trong chiến tranh. Nó tiến ra Bắc Hải, rồi băng qua khe GIUK giữa các quần đảo Orkney và Shetland để đi đến khu vực tuần tra giữa Bắc Đại Tây Dương. Trong thành phần bầy sói Ziethen, vào ngày 22 tháng 1, 1942, nó đã đánh chìm tàu buôn Bỉ Gandia 9.626 GRT ở vị trí 420 nmi (780 km; 480 mi) về phía Đông mũi Race, Newfoundland, tại tọa độ 45°00′B 41°00′T / 45°B 41°T. U-135 kết thúc chuyến tuần tra và đi đến cảng St. Nazaire bên bờ biển Đại Tây Dương của Pháp đã bị Đức chiếm đóng, đến nơi vào ngày 31 tháng 1.

#### Chuyến tuần tra thứ hai
Xuất phát từ cảng St. Nazaire vào ngày 22 tháng 2 cho chuyến tuần tra thứ hai, U-132 hoạt động trong khu vực biển Na Uy về phía Đông Bắc Iceland. Nó đã không bắt gặp mục tiêu nào phù hợp, nên kết thúc chuyến tuần tra và quay trở về Brest, một cảng Pháp khác cùng tại bờ biển Đại Tây Dương vào ngày 3 tháng 4.

#### Chuyến tuần tra thứ ba
Khởi hành từ Brest vào ngày 26 tháng 4 cho chuyến tuần tra thứ ba, U-132 băng qua suốt Đại Tây Dương để hoạt động dọc theo vùng bờ Đông của Hoa Kỳ. Vào ngày 17 tháng 5, nó đã đánh chìm tàu buôn Anh Fort Qu´Appelle 7.127 GRT ở vị trí về phía Bắc Bermuda, tại tọa độ 39°50′B 63°30′T / 39,833°B 63,5°T. Nó cũng đã đánh chìm tàu buôn Na Uy Pleasantville 4.549 GRT vào ngày 8 tháng 6, ở vị trí khoảng 200 nmi (370 km) về phía Tây Bắc Bermuda, tại tọa độ 34°12′B 68°00′T / 34,2°B 68°T. Chiếc tàu ngầm quay trở về St. Nazaire vào ngày 5 tháng 6.

#### Chuyến tuần tra thứ tư
U-135 lại xuất phát từ Brest vào ngày 8 tháng 8 cho chuyến tuần tra thứ tư, và hoạt động tại khu vực giữa Bắc Đại Tây Dương. Chiếc tàu ngầm còn đang di chuyển trong vịnh Biscay lúc 18 giờ 25 phút ngày 10 tháng 8 khi nó bị một máy bay ném bom Vickers Wellington thuộc Liên đội 311 Không quân Hoàng gia Anh (RAF) do một đội bay người Séc bắn phá và thả mìn sâu tấn công ở vị trí về phía Bắc Ferrol, Tây Ban Nha; U-135 chỉ bị hư hại nhẹ, nhưng hai thủy thủ đã tử trận. Đến ngày 24 tháng 8, đang khi cùng bầy sói Lohs theo dõi Đoàn tàu ON 122 tại khu vực giữa Bắc Đại Tây Dương, nó bị các tàu khu trục Anh HMS Viscount và tàu corvette Na Uy HNoMS Potentilla tấn công bằng mìn sâu và súng cối chống ngầm Hedgehog. Chiếc tàu ngầm chỉ bị hư hại nhẹ, và kết thúc chuyến tuần tra và quay trở về căn cứ St. Nazaire vào ngày 3 tháng 10.

#### Chuyến tuần tra thứ năm
U-135 tiếp tục hoạt động tại khu vực giữa Bắc Đại Tây Dương trong chuyến tuần tra thứ năm, kéo dài từ ngày 21 tháng 11 đến ngày 26 tháng 12, nhưng nó đã không đánh chìm được mục tiêu nào trước khi quay về căn cứ St. Nazaire.

### 1943

#### Chuyến tuần tra thứ sáu
Khởi hành từ St. Nazaire vào ngày 24 tháng 1, 1943 cho chuyến tuần tra thứ sáu, U-135 hoạt động tại khu vực Bắc Đại Tây Dương về phía Nam Greenland và Iceland. Đang khi cùng bầy sói Pfeil theo dõi Đoàn tàu SC 118 ở vị trí về phía Tây Bắc Ireland vào ngày 8 tháng 2, nó bị một máy bay ném bom B-24 Liberator thuộc Liên đội 120 RAF tấn công với bốn quả mìn sâu được ném xuống. Chiếc tàu ngầm chống trả bằng hỏa lực phòng không rồi lặn xuống né tránh; các hư hại được sửa chữa, nhưng sau khi phát hiện thêm những chỗ rò rỉ khác, nó kết thúc chuyến tuần tra và quay trờ cảng Lorient, Pháp vào ngày 10 tháng 3.

#### Chuyến tuần tra thứ bảy - Bị mất

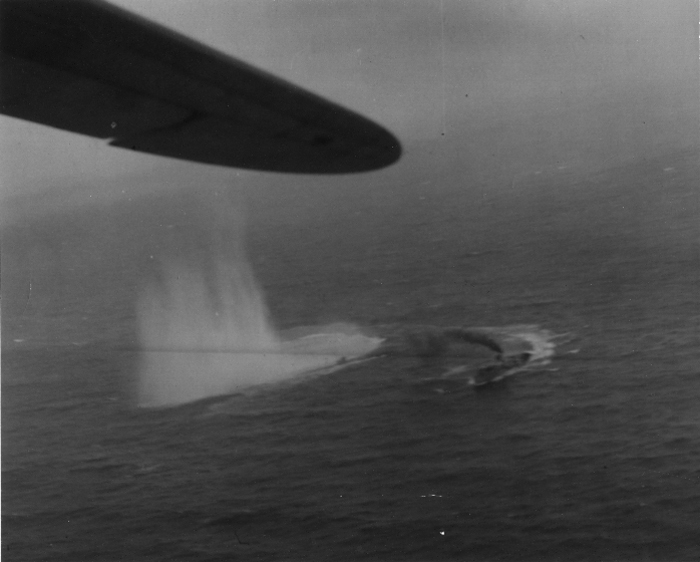
U-135 đang bị tấn công vào ngày 15 tháng 7 năm 1943.

U-135 khởi hành từ Lorient vào ngày 7 tháng 6 cho chuyến tuần tra thứ bảy, cũng là chuyến cuối cùng, để hoạt động tại khu vực Trung tâm Đại Tây Dương về phía Tây Tây Phi. Vào ngày 15 tháng 7, nó phóng ngư lôi tấn công Đoàn tàu OS 51, và gây hư hại cho chiếc tàu buôn Anh Twickenham 4.762 GRT, nhưng ngay sau đó đã bị các tàu corvette Anh HMS Migonette và Balsam, tàu sà lúp HMS Rochester phối hợp cùng một thủy phi cơ PBY Catalina thuộc Liên đội Ném bom VP-92 Hải quân Hoa Kỳ đánh chìm về phía Đông quần đảo Canaria, tại tọa độ 28°20′B 13°17′T / 28,333°B 13,283°T; năm thành viên thủy thủ đoàn đã thiệt mạng, và 41 người sống sót đã bị bắt làm tù binh chiến tranh.

### "Bầy sói" tham gia
U-135 từng tham gia mười bầy sói:
- Zieten (6 – 20 tháng 1, 1942)
- Westwall (2 – 12 tháng 3, 1942)
- York (12 – 25 tháng 3, 1942)
- Pfadfinder (21 – 27 tháng 5, 1942)
- Lohs (17 tháng 8 - 20 tháng 9, 1942)
- Panzer (23 tháng 11 - 11 tháng 12, 1942)
- Raufbold (11 – 19 tháng 12, 1942)
- Pfeil (3 – 8 tháng 2, 1943)
- Neptun (18 – 28 tháng 2, 1943)
- Trutz 2 (22 – 29 tháng 6, 1943)

### Tóm tắt chiến công
U-135 đã đánh chìm được ba tàu buôn tổng tải trọng 21.302 GRT, đồng thời gây hư hại cho một tàu buôn khác 4.762 GRT:
| Ngày             | Tên tàu         | Quốc tịch      | Tải trọng | Số phận      |
| ---------------- | --------------- | -------------- | --------- | ------------ |
| 22 tháng 1, 1942 | Gandia          | Belgium        | 9.626     | Bị đánh chìm |
| 17 tháng 5, 1942 | Fort Qu Appelle | United Kingdom | 7.127     | Bị đánh chìm |
| 18 tháng 6, 1942 | Pleassantville  | Norway         | 4.549     | Bị đánh chìm |
| 15 tháng 7, 1943 | Twickenham      | United Kingdom | 4.762     | Bị hư hại    |